# Рудий яструб
Рудий яструб (Erythrotriorchis) — рід хижих птахів родини яструбових (Accipitridae). Представники роду мешкають в Австралії і на Новій Гвінеї.

## Види
Рід містить 2 види:
- Erythrotriorchis radiatus — яструб рудий
- Erythrotriorchis buergersi — яструб Бюргера